# Naoto Sakurai
Naoto Sakurai (jap. 桜井 直人, Sakurai Naoto; * 2. September 1975 in der Präfektur Saitama) ist ein ehemaliger japanischer Fußballspieler.

## Karriere
Sakurai erlernte das Fußballspielen in der Schulmannschaft der Omiya Higashi High School. Seinen ersten Vertrag unterschrieb er 1994 bei den Urawa Red Diamonds. Der Verein spielte in der höchsten Liga des Landes, der J1 League. Für den Verein absolvierte er 20 Erstligaspiele. 1999 wechselte er zum Ligakonkurrenten Verdy Kawasaki (heute: Tokyo Verdy). 2004 gewann er mit dem Verein den Kaiserpokal. Für den Verein absolvierte er 116 Erstligaspiele. 2005 wechselte er zum Ligakonkurrenten Omiya Ardija. Für den Verein absolvierte er 50 Erstligaspiele. Ende 2008 beendete er seine Karriere als Fußballspieler.

## Erfolge
Tokyo Verdy
- Kaiserpokal

Sieger: 2004